# ستيفاني تشيس
ستيفاني تشيس (بالإنجليزية: Stephanie Chase) هي عازفة كمان أمريكية، ولدت في 1957 في إيفانستون في الولايات المتحدة.

## وصلات خارجية
- الموقع الرسمي
- ستيفاني تشيس على موقع ميوزك برينز (الإنجليزية)
- ستيفاني تشيس على موقع ديسكوغز (الإنجليزية)